# Хосе Едуардо Дербес
Хосе Едуардо Дербес (на испански: José Eduardo Derbez) е мексикански актьор.

## Биография
Хосе Едуардо Дербес е син на мексиканските актьори Виктория Руфо и Еухенио Дербес, и брат на Вадир Дербес, Айслин Дербес, Ануар Фаяд, Виктория Фаяд и Айтана Дербес. Хосе Едуардо е внук на актрисата Силвия Дербес и племенник на актрисата и водеща Габриела Руфо.
Дебютът му в телевизията е през 1999 г. в сериала Derbez en cuando в ролята на Арон Абасоло. През 2015 г. печели първата си награда в категория Най-добър млад актьор на TVyNovelas за участието си в теленовелата Толкова богати бедняци.

## Филмография

### Теленовели
- Среща на сляпо (2019) – Рикардо
- Дойде любовта (2016/17) – Леон Муньос
- Любовни капани (2015) – Фелипе Веласко
- Толкова богати бедняци (2013-2014) – Диего Армандо Ескандиондас

### Сериали
- Miss XV (2012) – Патрисио Фуентес Педраса
- XHDRBZ (2004) – Гост
- Derbez en cuando (1999) – Арон Абасоло

### Кино
- Más allá de la luz II (2018)
- Как да бъдеш латино любовник (2017) – Сервитьор

### Радио
- En la mañana con la Ruffo (2012-2014)
- La casa de los Niños (2004-2006)

## Награди и номинации
Награди TVyNovelas (Мексико)
| Година | Категория             | Теленовела             | Резултат |
| ------ | --------------------- | ---------------------- | -------- |
| 2015   | Най-добър млад актьор | Толкова богати бедняци | Печели   |